# Jennie Garth
Jennifer Eve Garth (Urbana, Illinois, 3. travnja 1972.) američka je glumica. Najpoznatija je po ulozi Kelly Taylor u teen seriji Beverly Hills, 90210.

## Životopis

### Rani život
Jennie je rođena u Urbani u saveznoj državi Illinois od oca Johna i majke Carolyn. Odrasla je u gradiću Arcoli u Illinoisu. Živjela je i u Tuscoli dok se s 11 godina nije preselila u Phoenix u Arizoni. Tamo je pohađala satove plesa i velika joj je želja bila otvoriti vlastiti plesni studio.
Na izboru za najljepšu djevojku otkrili su ju glumački "lovci na talente", te se okušala u glumi. Odustala je od škole i s majkom se preselila u Los Angeles kako bi mogla ostvariti glumačku karijeru. Tamo je živjela par mjeseci i dobila ulogu Erice McCray u seriji "A Brand New Life".

### Beverly Hills, 90210
1990. godine dobila je ulogu Kelly Taylor, lijepe tinejdžerice koja pohađa srednju školu u bogatom Beverly Hillsu. 
Njezin je lik u seriji prošao sve faze tinejdžerskog života (ovisnost o tabletama, silovanje, različite sekte, kokainske ovisnosti itd.). Na setu je upoznala najbolju prijateljicu Tiffani Amber Thiessen.
Jennie je ostala u seriji svih 10 sezona i od 296 epizoda glumila je u njih 292, najviše od svih kolega, osim Tori Spelling.

### Nakon Beverly Hillsa, 90210
Godine 2002. Jennie je dobila jednu od glavih uloga u sitcomu "What I Like About You". 2008. reprizirala je ulogu Kelly Taylor u nastavku Beverlya "90210". U toj se seriji zadržala dvije sezone.

### Ples sa zvijezdama
U 5. sezoni američke inačice Plesa sa zvijezdama Jennie je nastupala s partnerom Derekom Houghom. Bila je jedna od boljih plesačica tijekom cijelog natjecanja, te je dobivala ocjene više od 8. Izbačena je nakon 9 tjedana ostavši pritom na 4 mjestu.

## Privatni život
Jennie fluentno govori talijanski jezik. Vegetarijanka je. 16. travnja 1994. se udala za glazbenika Daniela B. Clarka od kojeg se razvela 1996.
Dana 20. siječnja 2001. Jennie se udala za glumca Petera Facinellija i u braku s njime dobila tri kćeri.

## Vanjske poveznice
- Službena stranica[neaktivna poveznica]
- Jennie Garth u internetskoj bazi filmova IMDb-u (engl.)